# Cuvier (eiland)

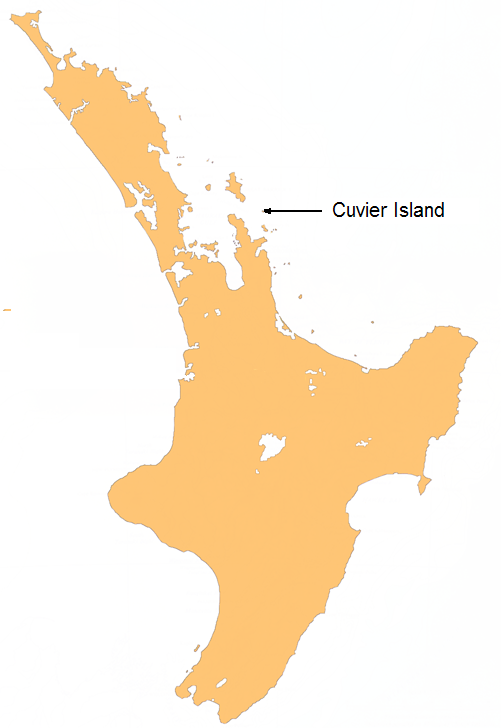
Locatie van het Cuviereiland ten opzichte van het Noordereiland van Nieuw-Zeeland

Cuvier is een klein eilandje met een oppervlakte van 170 ha, 15 km ten noorden van de Mercuryeilanden aan het Noordereiland van Nieuw-Zeeland. Het behoort tot de regio Waikato.

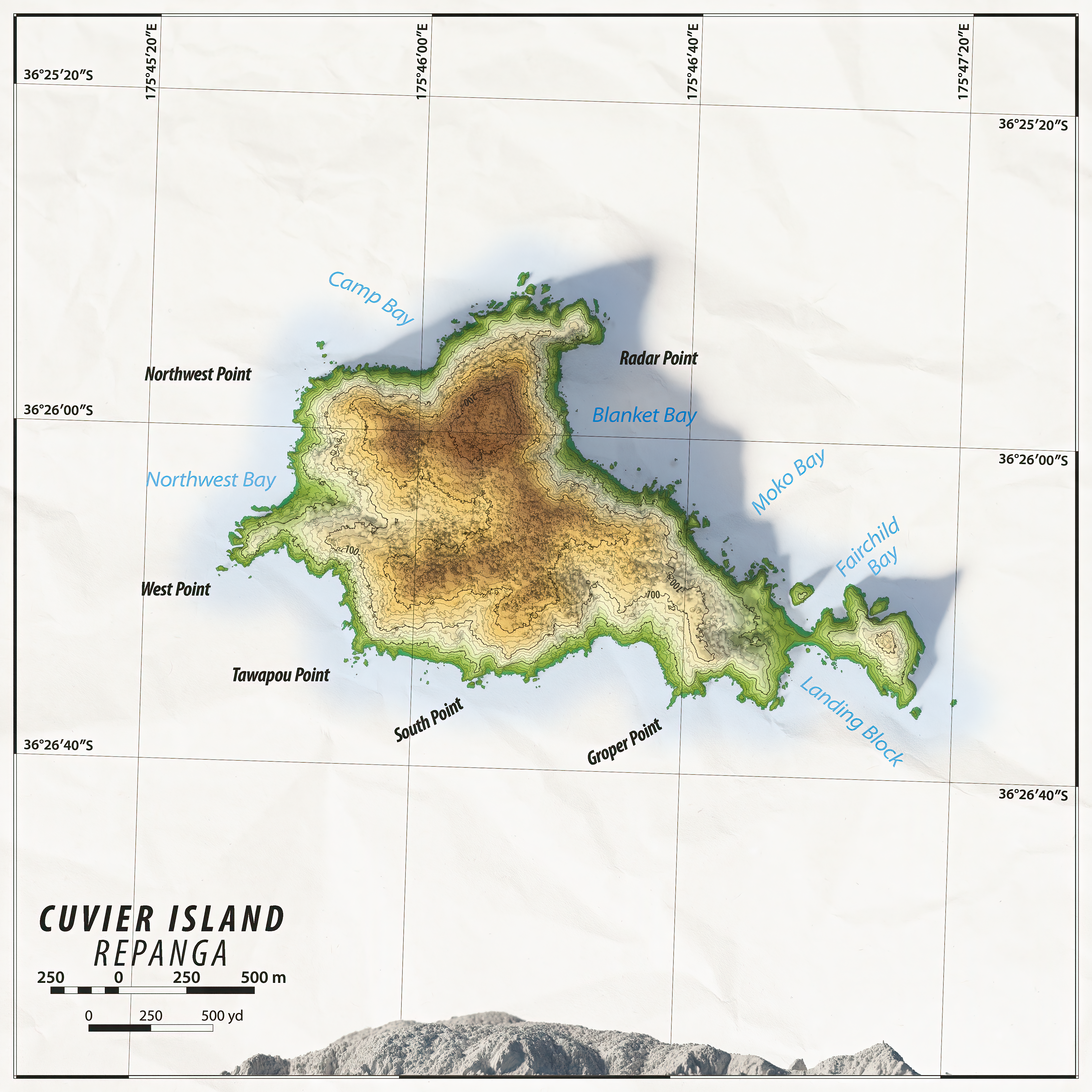
Topografische kaart van het eiland Cuvier

Het eiland is een beschermd natuurgebied waar de Nieuw-Zeelandse autoriteiten sinds 1961 proberen het originele ecosysteem terug in ere te herstellen.
Het eiland is de locatie van het Cuvier Island Lighthouse, een in 1889 gebouwde 15 m gietijzeren constructie op een hoogte van 119 meter boven de zeespiegel. Het licht van de vuurtoren is tot op 35 km zichtbaar.